# Френсіс Ґрірсон
Бенджамін Генрі Джессі Френсіс Шепард (англ. Benjamin Henry Jesse Francis Shepard, 18 вересня 1848 — 29 травня 1927) — композитор, піаніст і письменник, який використовував псевдонім Френсіс Ґрірсон.

## Раннє життя і спіритуалізм
Джессі народився в Беркенгеді в Англії, у сім'ї Джозефа Шепарда й Емілі Ґрірсон Шепард, і його родина переїхала в штат Іллінойс, США, коли він був ще дитиною. Шепард подорожував по Європі, знаходячи аудиторію навіть серед королівської знаті, і вразив французького романіста Александра Дюма-сина. Він займався спіритизмом і заявив, що багато з його музичних виступів стали результатом того, що духи відомих композиторів творили через нього. Шепард подорожував по Каліфорнії у 1876 році, виступаючи у кількох старих релігійних місіях, заснованих іспанцями. Пара забудовників, брати Гай, запросили його жити у Сан-Дієго, обіцяючи побудувати йому будинок за його побажаннями. Так з'явилася вілла Монтесума (на честь корабля «Монтесума», на якому Шепард та інші мігранти вперше потрапили в Америку).

## Вальдемар Тоннер

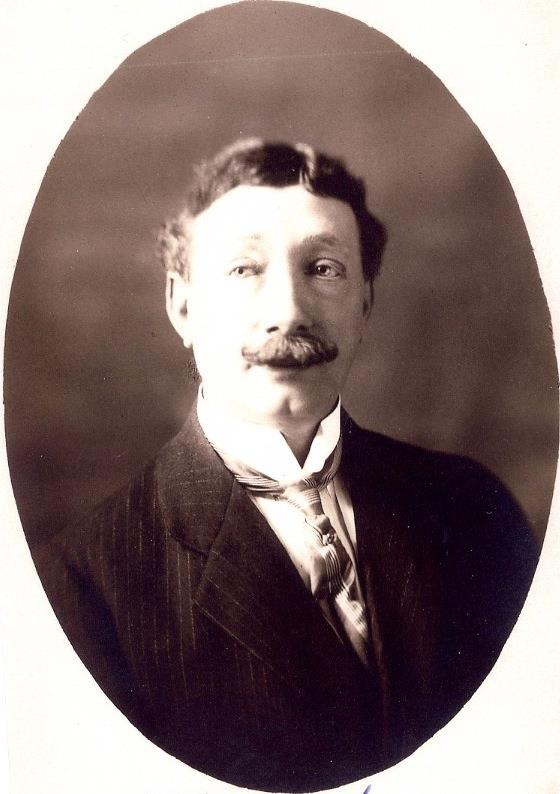
Лоренс Вальдемар Тоннер

У 1885 році Шепард зустрів Лоренса Вальдемара Тоннера, який став його другом і прихильником на понад 40 років. Тоннер народився у данській королівській сім'ї в Тистеді в Данії, 15 жовтня 1861 року. Він емігрував у США через Глазго у 1870 році і став натуралізованим громадянином США в 1875 році в Чикаго, штат Іллінойс. Він працював менеджером, прес-секретарем, перекладачем, вчителем французької, а також перекладачем і помічником Герберта Гувера. Серед паперів Вальдемара Тоннера у ONE Archives, Лос-Анджелес, є лист від Гувера, тодішнього глави Продовольчої адміністрації, з рекомендацією Тоннера на посаду в Бюро публічної інформації. Лист був серед архівних документів Шепарда, де також знайдено перепусткиТоннера до Національного прес-клубу США, Чеві-Чейз-клубу та Університетського клубу Вашингтона, а також американський паспорт Тоннера. Тоннер помер 25 травня 1947 року в Лос-Анджелесі, і похований на цвинтарі Інглвуд-парк в Інглвуді, штат Каліфорнія.

## Подорожі в Європу

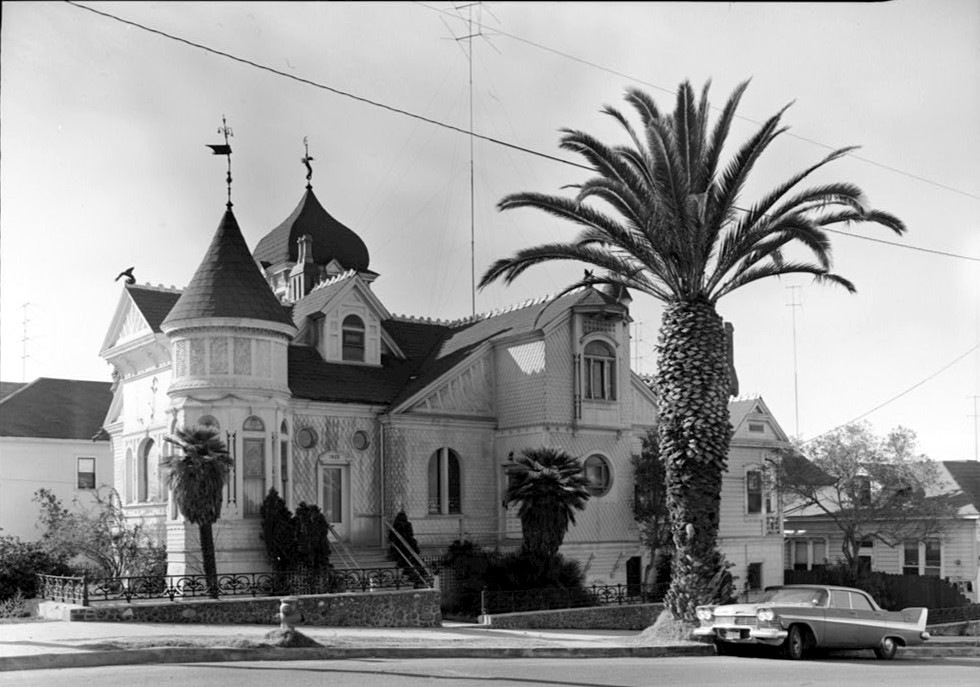
Вілла Монтесума в 1964 році

Незважаючи на його тісний зв'язок з Шепардом, ім'я Тоннера не зустрічається в офіційних документах Шепарда або про нього; наприклад, він не згаданий у Міському каталозі Сан-Дієго як мешканець вілли Монтесума разом з Шепардом. Двоє чоловіків проживали разом від липня 1887 року до осені 1888, коли взяли кредит в рахунок нерухомості для фінансування першої поїздки в Париж, щоб видати першу книгу Шепарда. Вони повернулися в Сан-Дієго у серпні 1889 року, і виявивши, що економічний бум в місті закінчився, до середини грудня продали будинок і меблі, а тоді повернулися в Париж, де жили до 1896 року.
Після Парижа, Шепард і Тоннер оселилися в Лондоні, де жили до 1913 року, коли вирішили повернутися в Сполучені Штати. В 1920 році вони оселилися в Лос-Анджелесі, де жили до кінця життя.

## Останні роки і смерть
Після багатьох років подорожей по світу разом, Шепард втратив свою популярність і Тоннер підтримав його. Він викладав французьку і працював в ательє. Шепард помер в Лос-Анджелесі 29 травня 1927 року, щойно зігравши останній акорд фортепіаного твору, яким розважав друзів, які запросили його на вечерю; він все ще сидів, тримаючи руки на клавішах, коли Тоннер першим помітив щось недобре. У газетному оголошенні про його смерть було відзначено, що колись успішний Шепард жив у злиднях. Тіло Шепарда було кремовано.

## Вибрана бібліографія
- The Valley of Shadows

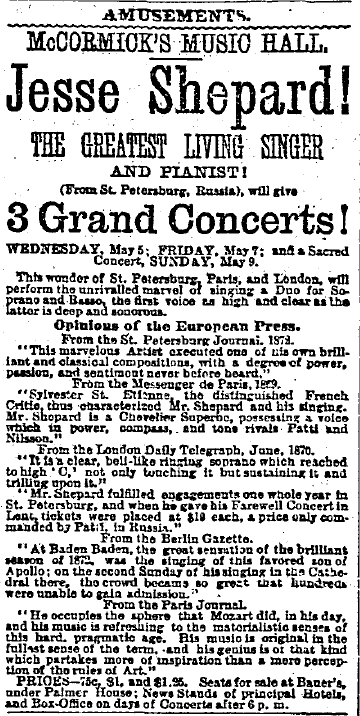
Рекламка 1875 року концерту Джессі Шепард в Чикаго

- Illusions and Realities of the War
- The Invincible Alliance and Other Essays (1913)
- Parisian Portraits
- The Humour of the Underman
- The Valley of Shadows
- La Vie et les hommes
- Abraham Lincoln, the Practical Mystic (1919)
- Modern Mysticism (1899)
- The Celtic Temperament (1901)